# Ahmad Sharbini
Ahmad Sharbini (Rijeka, 21. veljače 1984.) hrvatski je nogometaš palestinskih korijena. Stariji je brat Anasa Sharbinija. Trenuačno igra za OŠK Omišalj.

## Karijera
Nakon Rijekine omladinske škole Sharbini je uvršten u prvu momčad te je do 2007. godine postigao 39 pogodaka u 1. HNL. Najbolji je strijelac Rijeke u povijesti 1. HNL.  Dana 13. kolovoza 2009. potpisao je za splitski Hajduk, gdje je dobio dres s brojem 9. Dana 24. srpnja 2012. raskida ugovor s HNK Hajduk Split i odlazi u NK Istra 1961.
Nakon Istre igrao je za Al Wehdu iz Saudijske Arabije, bihaćko Jedinstvo te hrvatske niželigaše Rječinu i Grobničan.

### Trofeji
- Hrvatski nogometni kup 2004./05.
- Hrvatski nogometni kup 2005./06.

## Osobni život
Ahmad je sin palestinskog izbjeglice iz Sirije Jamala Sharbinija i majke Ranke iz Grobnika, a po ocu je dobio i jordansko državljanstvo.

## Vanjske poveznice
- Profil na transfermarkt.de